# 実験成績証明書
特許制度における実験成績証明書（じっけんせいせきしょうめいしょ）とは、特許出願後に提出される実験結果を記載した書面である。日本の特許制度において、実験成績証明書は、審査や特許無効審判において特許の有効性・無効性の立証のために審査官や審判官に提出されるほか、特許侵害訴訟において特許権侵害被疑品が特許発明の技術的範囲に属するか否かなどを立証するために裁判所に提出される。

## 概要
実験成績証明書は、特許法や特許施行規則などの法律・規則で規定されていないが、特許審査基準では、実験成績証明書は、出願当初の明細書等に記載された事項の正当性・妥当性を釈明又は立証するために出願人が提出するものと位置づけられている。そのため、審査官は、実験成績証明書が提出された場合は、その内容を十分に考慮することが求められている。
実験成績証明書は、主に特許出願の拒絶や特許の無効・取消しを阻止するために提出される。例えば、特許出願の審査の結果、発明の技術的効果が実施例によって示されていないことを理由に、
- 産業上の利用可能性（29条柱書）が不明である。
- 先行技術に対する技術的効果が証明されておらず、新規性・進歩性（29条1項、2項）を有さない。
- 発明を実施できるか不明であり、実施可能要件（36条4項1項）を満たさない。
- 特許請求の範囲に属する発明の技術的効果が実施例で示されておらず、サポート要件違反などの特許請求の範囲の記載要件（36条6項）に違反する。

などの拒絶理由が通知されることがある。このとき、出願人は、実験成績証明書を提出することで、これらの拒絶理由を有さない旨を釈明できる。
実験成績証明書は、効果を予測しにくい化学分野の発明についての事件で多く提出される傾向がある。
実験成績証明書は、特許出願人や特許権者が特許を登録・維持させるために提出することが通常であるが、特許無効審判の請求人や特許権侵害訴訟の被告（侵害被疑者）なども提出することがある。

## 判例
実験成績証明書の取り扱いについては、知的財産高等裁判所により判示されている。以下の判例は、実験成績証明書は、意見書と同様に、明細書における発明の詳細な説明に代わるものではないという規範を示すものとして知られている。すなわち、実験成績証明書は、明細書に記載されていない事項まで釈明・立証するものではなく、そのような主張・立証のために提出された実験成績証明書は審査・審判において参酌できないと解される。

### 偏光フィルム事件（平成17年（行ケ）第10042号）

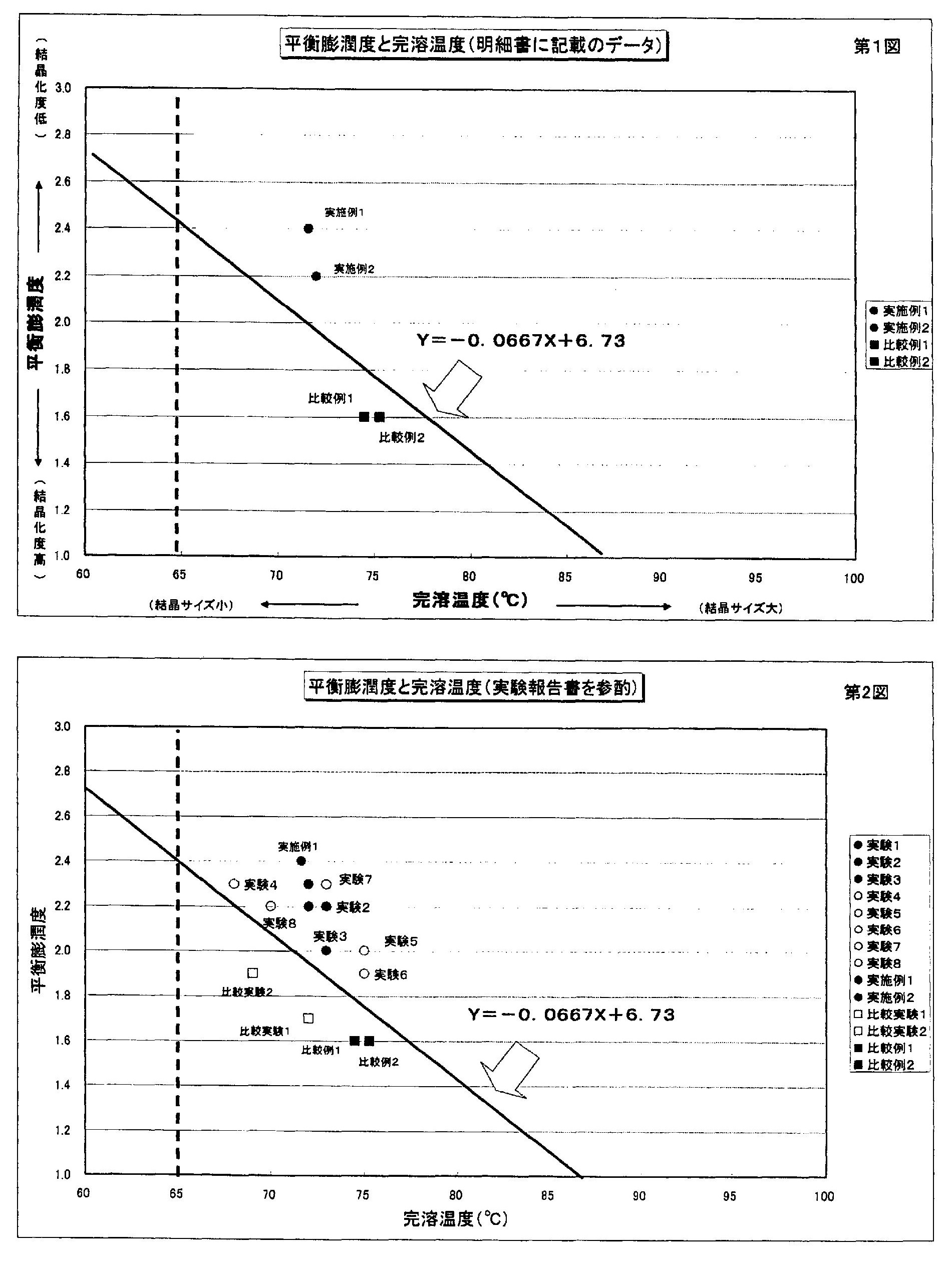
当初明細書に記載の実験データ（第１図）実験成績証明書で追加された実験データ（第２図）。画像は判決文から。

本件事件は、発明の名称を「偏光フィルムの製造法」とする特許発明（特許第3327423号）についての事件であり、本特許についてされた特許異議申立ての取消決定を不服として、特許権者（原告）によって提起されたものである。
取消決定がされた特許請求の範囲の請求項は、数式の条件（図に記載のY =-0.00667X +6.73）で発明を特定するいわゆる数値限定クレームである。この請求項にかかる発明が、特許異議申立てでは、明細書に記載の実験データによって立証されていないことを理由にサポート要件（36条6項1号）に違反するとされ、取消決定がされた。
この事件では、原告が提出した実験成績証明書のデータが参酌されるか否かが争点となった。原告は、実験成績証明書によって請求項にかかる発明が、明細書に記載の実験データによって立証されていることを主張した。
この原告の主張に対し裁判所は、当初明細書では実験データとして数式を満たす２つのデータと数式を満たさない2つのデータしか示されておらず、いわゆる当業者が実験データに基づいて請求項に記載された数式を導き出せないことを指摘した。そのうえで、下記判示して実験成績証明書は参酌できないと判断した。